# Habitation l'Ermitage
L'habitation l'Ermitage est une ancienne plantation coloniale située à Trois-Rivières, sur l'île de la Basse-Terre, dans le département de la Guadeloupe, aux Antilles françaises. Fondée au XVIIe siècle, elle devient au XVIIIe siècle une caféière puis une bananeraie. La maison du maître est inscrite aux monuments historiques en 2004 puis classée en 2006.

## Historique

### Fondation vers 1660 et expansion auXIXesiècle
L'habitation est fondée avant 1664 – date de sa première attestation écrite notant le don des terres à Pierre Millet par le gouverneur de la Guadeloupe Charles Houël – comme une exploitation vivrière sur le flanc sud de la Montagne Saint-Charles faisant face au canal des Saintes avant de devenir une caféière au tournant du XVIIIe siècle.
Le terrain d'une centaine d'hectares est revendu le 29 mai 1768 par Marie-Anne de Bragelogne au conseiller au Conseil supérieur de la Guadeloupe Jean-Jacques Carra de La Villarde, qui lui donne son nom d'Ermitage. Son neveu Guillaume Hercule Duquéruy en hérite mais, royaliste, il doit d'exiler à la Martinique puis en Angleterre à la Révolution française, le poussant finalement à vendre l'habitation à Pierre Texier de Lavalade le 18 décembre 1812.
La famille Texier transforme l'exploitation en sucrerie de 1815 à 1848, où elle fait construire en 1830 la maison principale ainsi que les dépendances les années suivantes. 

### Famille Petrelluzzi
Jean Baptiste Numa Collin de la Roncière achète l'habitation l'Ermitage aux Texier le 1er juin 1896. Il la donne à sa fille Laurence Collin de la Roncière qui épouse quelques années plus tard un capitaine au long-cours originaire de Meta près de Naples en Italie, Leopoldo Petrelluzzi, avec lequel elle aura huit enfants. Ce dernier fait du transport de soufre de la Sicile vers le Texas aux États-Unis, où il charge du blé, avant d'embarquer du café, du sucre, du rhum et des bois précieux dans la Caraïbe, principalement en Guadeloupe et en Martinique,. Après son mariage, il s'installe finalement en Guadeloupe et fonde une société d'échanges commerciaux à Pointe-à-Pitre qui exporte les productions guadeloupéennes, dont celles de l'habitation, vers l'Europe. Il acquiert également en 1898 auprès de la famille d'Alexis Leger (futur Saint-John Perse) l'îlet Feuille dans le Petit Cul-de-sac marin en face de la capitale pointoise.
Durant les années Petrelluzzi, l'habitation productrice de café s'oriente aussi vers la culture de la banane et se diversifie dans l'élevage de bétail. Ces activités perdurent jusqu'en 1940. Le fils de Leopoldo, Ferdinand Petrelluzzi (1897-1967), érige dans le parc une statue de Christ rédempteur, haute de 6 mètres, réalisée par la société Ghisoni et Zanella, et fait construire de 1955 à 1960 aux Abymes sa résidence principale, la maison Petrelluzzi. L'habitation l'Ermitage est toujours propriété de la famille Petrelluzzi.
Quasiment l'intégralité des constructions et des vestiges de l'habitation sont inscrits aux monuments historiques le 21 janvier 2004 puis classés le 19 mai 2006.

## Architecture
La maison du maître est une habitation assez simple, de type maison créole rectangulaire. Elle est bâtie en 1830 sur un seul niveau de plain-pied reposant sur des pierres maçonnées. Les toits sont à pans débordants reposant sur de fins piliers à chapiteaux en fonte formant une galerie courante sur tout le pourtour de la maison.
Les dépendances (annexes en bois, cuisines, écuries) sont construites de 1830 à 1837 sur une grande terrasse naturelle formée par le relief, constituée de jardins avec des allées bordées de palmiers royaux. Un bassin octogonal couvert est alimenté par la canalisation de la source, dite « Marthe », située sur la propriété.